# Anthony Olusanya
Anthony Olusanya, né le 1er février 2000 à Jakobstad, est un footballeur international finlandais qui joue au poste d'attaquant au Kalmar FF.

## Biographie

### Carrière en club
Né à Jakobstad en Finlande, Anthony Olusanya est formé par le FF Jaro, où il commence sa carrière professionnelle. Il joue son premier match avec l'équipe première du club le 26 janvier 2018.
Il est transféré au HJK Helsinki pour l'année 2021.

### Carrière en sélection
En décembre 2022, Anthony Olusanya est convoqué pour la première fois avec l'équipe nationale de Finlande,. Il honore sa première sélection le 9 janvier 2023, à l'occasion d'un match amical contre la Suède. Il est titulaire lors de la défaite 2-0 de son équipe,.